# Louis(e)
Louis(e) est une série française créée par Thomas Perrier et Fabienne Lesieur, réalisée par Arnauld Mercadier et diffusée en France à partir du 6 mars 2017 sur TF1. Elle met en scène la vie d'une femme trans qui retrouve ses enfants.

## Synopsis
Après une disparition de sept ans, Louise emménage en face de chez Agnès. Elle souhaite revoir les enfants qu'elle a eus avec Agnès quand elle était un homme, Louis. Parviendra-t-elle à se faire accepter, après une telle absence ?

## Fiche technique
- Réalisation : Arnauld Mercadier
- Scénario : Thomas Perrier et Fabienne Lesieur
- Producteurs : Delphine Claudel, Fabienne Servan-Schreiber
- Musique : Luc Leroy, Yann Macé

## Distribution
- Claire Nebout : Louise
- Helena Noguerra : Agnès
- Jean-Michel Tinivelli : Adrien
- Gavril Dartevelle : Sam
- Zoé Garcia : Clara
- Arnaud Gidoin : Franck
- Benoît Moret : l'avocat de Louise

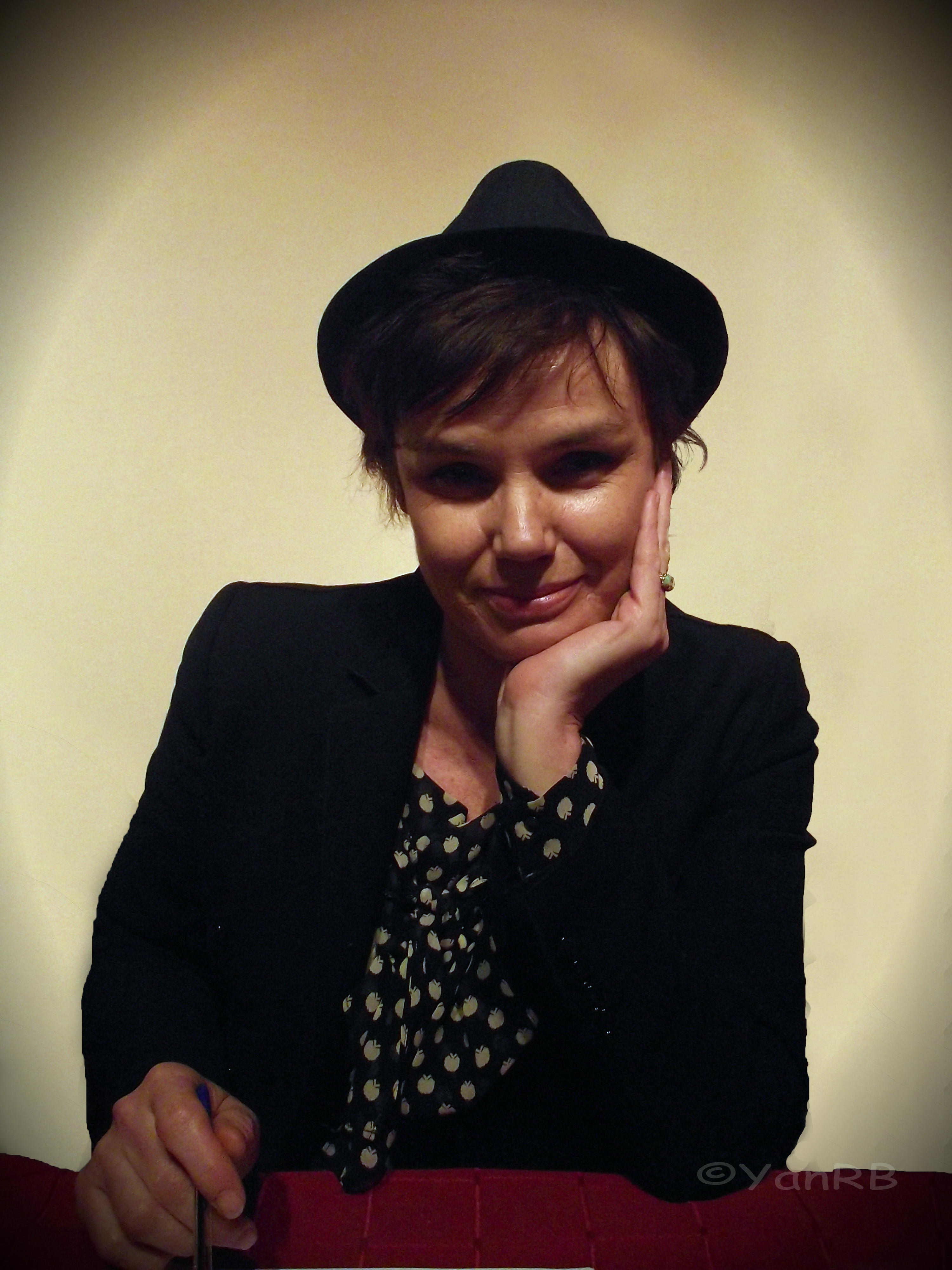
Claire Nebout, l'interprète du rôle-titre

- Justine Baert : Juliette, amie de clara

## Épisodes

### Saison 1 (2017)

#### Épisode 1: Une femme à part
- France : 6 mars 2017 sur TF1

- France : 4,58 millions de téléspectateurs (18,8 % de part d'audience)[1] (première diffusion)

#### Épisode 2: Coming out
- France : 6 mars 2017 sur TF1

- France : 4,10 millions de téléspectateurs (20,2 % de part d'audience)[1] (première diffusion)

## Accueil
La presse annonce la diffusion de la série en soulignant son caractère innovateur : « pour la première fois, une série française choisit une héroïne transgenre pour personnage principal », « Louise est la première héroïne transsexuelle de la télé française ». Des critiques y voient une volonté de « renouveler les codes de la fiction française ».
La directrice artistique responsable de la fiction présente la série comme « une autre façon de montrer notre société dans sa diversité. Nous raconterons ici l’amour, le couple, la filiation de manière différente ». La productrice Delphine Claudel déclare qu'il s'agit aussi « d’améliorer la visibilité des personnes transgenres ». Ce choix est vu comme un signe de l'évolution des mentalités en France.
Des femmes trans interrogées apportent des jugements variés, parlant d'agréable surprise tout en critiquant les défauts dans les représentations et la narration, qui reflètent encore certains préjugés,.
Les critiques de télévision regrettent que l'actrice principale ne soit pas elle-même une femme transgenre,,. La directrice de casting a expliqué qu'une actrice transgenre avait été retenue mais s'était désistée. Le titre de la série est aussi critiqué, car il « pourrait évoquer à certains le cliché selon lequel une personne trans n'est jamais vraiment ni un homme, ni une femme ».
L'accueil de la critique est partagé mais globalement positif : Paris Match trouve l'héroïne « drôle et attachante », alors que Libération juge la série « un peu caricaturale ». Pour Huffington Post, elle « aborde avec justesse les difficultés vécues par les personnes trans ». De son côté, Vanity Fair conclut à un « naufrage ». Le Point apprécie un ensemble « souvent drôle, rythmé, dramatique à souhait ». Le Figaro salue « une belle fiction sur la tolérance ».
La presse se fait l'écho des réactions des téléspectateurs sur internet. La série a fait partie des sujets les plus commentés sur Twitter le soir-même. 20 minutes observe que « les internautes ont surtout salué « le message de tolérance » de la série et l’audace de TF1 de donner de la visibilité à la question trans en prime time ». Dans l'ensemble, les téléspectateurs se disent séduits et bluffés par la performance de Claire Nebout.